# THE PAGE
THE PAGEとは、LINEヤフーが運営する、ニュース配信マスメディアである。

## 概要
当初は独立したウェブサイト(thepage.jp)を持っていたが、
2018年10月1日でウェブサイトは終了し、
Yahoo!ニュースに配信する形で記事を公開している。また、Facebook、Twitter、YouTubeでの情報配信・動画配信も行っており、日本国内の話題を重点的に扱っているほか、YouTube Liveを使用した国会中継にも参入している。

## 運営者
2013年3月29日、ヤフー株式会社が子会社としてワードリーフ株式会社を設立した。代表取締役社長として、ヤフーのメディア部門の編集本部長、奥村倫弘が就任した。
2018年10月1日、ヤフーがワードリーフを吸収合併し、直接運営を始めた。当時のワードリーフの代表取締役は、野崎勇治であった。
2023年10月1日、Zホールディングスの企業組織再編でヤフーとLINEが合併したことより、運営者がLINEヤフーに変更された。